# Willis Reed
Willis Reed Jr. (* 25. Juni 1942 in Bernice, Louisiana; † 21. März 2023) war ein US-amerikanischer Basketballspieler. Während seiner gesamten Profilaufbahn von 1964 bis 1974 spielte er in der National Basketball Association (NBA) für das Team der New York Knicks. Reed war unter anderem einmaliger NBA-MVP, 7-maliger All-Star und zweimaliger NBA-Champion. 1982 wurde er in die Naismith Memorial Basketball Hall of Fame aufgenommen. Seit der Saison 2021/22 ist er Namensgeber der Trophäe des Siegers der Southwest Division.

## Karriere
Im NBA-Draft 1964 wurde Reed an 10. Stelle von den New York Knicks ausgewählt. Am Ende seiner Debütsaison wurde als erster Spieler der Knicks-Historie zum NBA Rookie of the Year gewählt. Damit verbunden war auch die Berufung ins NBA All-Rookie Team.
Mit dem Team gewann er 1970 und 1973 jeweils die NBA-Meisterschaft. 1970 war er der erste Spieler in der Geschichte der Liga, der in einer Saison sowohl die Auszeichnung des MVP der regulären Saison, als auch die des MVP der Finals erhielt.
Im selben Jahr wurde er außerdem sowohl ins All-NBA First Team als auch in das NBA All-Defensive First Team gewählt. Auch beim zweiten NBA-Titel der Knicks im Jahr 1973 bekam Reed die Auszeichnung als Finals-MVP verliehen. Insgesamt wurde Willis Reed während seiner Laufbahn sieben Mal ins NBA All-Star Team gewählt.
Legendär ist sein Auftritt bei den NBA-Finals 1970. Im entscheidenden siebten Spiel der Knicks gegen die Los Angeles Lakers schleppte sich Willis trotz einer Oberschenkelverletzung, die ihn bereits Spiel 6 der Serie verpassen ließ, unter tosendem Applaus aufs Feld und verwandelte seine ersten beiden Würfe (welche seine einzigen Punkte des ganzen Spiels blieben). Durch seinen Einsatz angestachelt besiegten die Knicks schließlich die Lakers und holten zum ersten Mal den Titel.
Reed wurde 1982 in die Naismith Memorial Basketball Hall of Fame aufgenommen. Er wird zusätzlich auf der Liste der 50 besten NBA-Spieler aller Zeiten geführt.
Reed starb am 21. März 2023 im Alter von 80 Jahren.